# Kurt Johnen (Musikpädagoge)
Kurt Johnen (* 3. Januar 1884 in Burtscheid; † 26. Februar 1965 in Quedlinburg) war ein deutscher Pianist, Musikpädagoge und Musikschriftsteller.

## Leben und Wirken
Kurt Johnen besuchte das Gymnasium in Aachen und studierte ab 1904 an der Universität Berlin Musikwissenschaften und bei Rudolf Maria Breithaupt Klavier. Von 1908 bis 1911 war er Assistent von Rudolf Maria Breithaupt und studierte an der Hochschule für Musik. Anschließend arbeitete er als Musikpädagoge und Klavierbegleiter. Von 1922 bis 1924 unterrichtete er zusätzlich in Amsterdam und begann 1925 eine wissenschaftliche Tätigkeit am psychotechnischen Labor der Technischen Hochschule Charlottenburg. 1927 wurde er mit der Arbeit Neue Wege zur Energetik des Klavierspiels zum Dr. phil. promoviert. Anschließend forschte er am Psychologischen Institut der Universität Berlin. In seiner wissenschaftlichen Arbeit beschäftigte er sich vor allem mit Berufskrankheiten von Pianisten, der Psychologie der Musik und insbesondere mit dem Zusammenhang zwischen dem Rhythmus und der Phrasierung und physiologischen Vorgängen wie Atmung und Puls.
1927 gründete Kurt Johnen ein Musiklehrerseminar, das er bis 1945 leitete. 1942 wurde das Seminar mit dem Klindworth-Scharwenka-Konservatorium zusammengelegt. Schüler von Kurt Johnen in Berlin waren unter anderem Marian Anderson (1931) und am Klavier Beate Albrecht und Curt Sachs. 
1945 zog Kurt Johnen von Berlin nach Quedlinburg. Dort gründete er im Haus Grünhagen zusammen mit seiner Frau aus eigenen Mitteln ein städtisches Konservatorium, das 1949 zum Landeskonservatorium Sachsen-Anhalt wurde. Einer seiner Schüler in Quedlinburg war Tilo Medek (1959 bis 1962). Ab 1952 hatte er einen Lehrauftrag für Musik an der Hochschule für Musik Halle und ab 1955 einen Lehrauftrag für die Behandlung berufskranker Pianisten an der Hochschule für Musik „Hanns Eisler“ Berlin.
Zu den bekanntesten Arbeiten von Kurt Johnen gehört die Allgemeine Musiklehre, die erstmals 1937 erschien. Seitdem wurden mehrere Auflagen herausgegeben. Die 11. Auflage erschien 1964 kurz vor seinem Tod, ab der 12. Auflage wurde sie zunächst von Eberhardt Klemm bearbeitet und herausgegeben, die 15. Auflage wurde von Carlferdinand Zech neu bearbeitet. Die 24. Auflage erschien 2018.

## Schriften
- Neue Wege zur Energetik des Klavierspiels. Dissertation. Universität Berlin 1927. H. J. Paris, Amsterdam 1927, DNB 574143165.
- Allgemeine Musiklehre. Reclam, Leipzig 1937, DNB 580294943
- mit Hildegard Städing: Der Anfang im Klavierspiel. Rhythmisch geordnetes Spielgut aufgebaut. 2. Auflage. Mitteldeutsche Verlagsgesellschaft, Halle (Saale) 1948, DNB 1003454372.
- Wege zur Energetik des Klavierspiels. Mitteldeutscher Verlag, Halle (Saale) 1950, DNB 740496107.
- Tänze aus Bachs Zeit aus der Tanzschule von Gregorio Lambranzi. Eingerichtet von Kurt Johnen und Gertrud Wierzejewski. Mitteldeutscher Verlag, Halle (Saale) 1950, DNB 1003454887. Neuauflagen: Hofmeister, Leipzig 1973, 1978, 1982, 1986.

Herausgaben
- Carl Philipp Emanuel Bach: Sonaten. Mitteldeutscher Verlag, Halle (Saale) 1951, DNB 1000350274.
- Carl Philipp Emanuel Bach: Sechs Sonatinen für Klavier. Mitteldeutscher Verlag, Halle (Saale) 1951, DNB 350689636.
- Carl Philipp Emanuel Bach: Sechs Sonaten. Mitteldeutscher Verlag, Halle (Saale) 1951, DNB 1000351955.
- mit Gertrud Wierzejewski: Carl Philipp Emanuel Bach: Zwölf zwei- und dreistimmige kleine Stücke (1770). Mitteldeutscher Verlag, Halle (Saale) 1953, DNB 1000341461.